# Franco Amarfil
Franco Amarfil (Cipolletti, Río Negro, Argentina; 11 de marzo de 2001) es un futbolista argentino que se desempeña como mediocampista y juega en Independiente Rivadavia, de la Primera División de Argentina.

## Trayectoria
Franco Amarfil hizo su debut profesional con Cipolletti el 9 de enero de 2021, en el empate 0 a 0 frente a Estudiantes de San Luis, por un partido correspondiente al Torneo Transición Federal A 2020.
En octubre de 2022, luego de que Cipolletti haya terminado su participación en el Torneo Federal A 2022, es prestado a Asociación Deportiva Centenario para disputar el Torneo Regional Federal Amateur 2022-23. Con los neuquinos jugó 8 partidos y convirtió 1 gol. 
En su regreso a Cipolletti, Amarfil se transformó una pieza importante del equipo, siendo capitán en varios partidos a lo largo del torneo, y jugando a un gran nivel a lo largo del torneo de ascenso. 
En total con el conjunto de Río Negro, disputó 72 partidos, anotó 3 goles y repartió 4 asistencias.
En 2024 se une a Nueva Chicago, de la Primera Nacional, en condición de préstamo, con opción de compra al finalizar el mismo. Debuta en su nuevo equipo el 3 de febrero, en la victoria 1 a 0 frente Almagro, por la primera fecha del Campeonato de Primera Nacional 2024.
A partir de sus buenas actuaciones, el conjunto de Mataderos decide ejecutar su opción de compra, para así adquirir el 50% de su ficha, sin embargo, el pago correspondiente nunca fue efectuado, por lo que, al vencerse el plazo para ejecutar la cláusula, Cipolletti decide renovar su contrato hasta 2026 y cederlo nuevamente, esta vez a Independiente Rivadavia de la Primera División de Argentina, terminando su paso por Nueva Chicago con 5 goles y 4 asistencias en 41 partidos jugados.

## Estadísticas

### Clubes
Actualizado hasta su último partido disputado el 13 de julio de 2025.
| Club                              | Div.          | Temporada     | Liga  | Liga  | Liga   | Copas nacionales | Copas nacionales | Copas nacionales | Copas internacionales | Copas internacionales | Copas internacionales | Total | Total | Total  |
| Club                              | Div.          | Temporada     | Part. | Goles | Asist. | Part.            | Goles            | Asist.           | Part.                 | Goles                 | Asist.                | Part. | Goles | Asist. |
| --------------------------------- | ------------- | ------------- | ----- | ----- | ------ | ---------------- | ---------------- | ---------------- | --------------------- | --------------------- | --------------------- | ----- | ----- | ------ |
| Club Cipolletti Argentina         | 3.ª           | 2020          | 1     | 0     | 0      | —                | —                | —                | —                     | —                     | —                     | 1     | 0     | 0      |
| Club Cipolletti Argentina         | 3.ª           | 2021          | 17    | 0     | 0      | —                | —                | —                | —                     | —                     | —                     | 17    | 0     | 0      |
| Club Cipolletti Argentina         | 3.ª           | 2022          | 23    | 1     | 1      | 1                | 0                | 0                | —                     | —                     | —                     | 24    | 1     | 1      |
| Club Cipolletti Argentina         | 3.ª           | 2023          | 31    | 2     | 3      | —                | —                | —                | —                     | —                     | —                     | 31    | 2     | 3      |
| Club Cipolletti Argentina         | Total club    | Total club    | 72    | 3     | 4      | 1                | 0                | 0                | 0                     | 0                     | 0                     | 73    | 3     | 4      |
| A. D. Centenario Argentina        | 4.ª           | 2022-23       | 8     | 1     | 0      | —                | —                | —                | —                     | —                     | —                     | 8     | 1     | 0      |
| A. D. Centenario Argentina        | Total club    | Total club    | 8     | 1     | 0      | 0                | 0                | 0                | 0                     | 0                     | 0                     | 8     | 1     | 0      |
| C. A. Nueva Chicago Argentina     | 2.ª           | 2024          | 41    | 5     | 4      | —                | —                | —                | —                     | —                     | —                     | 41    | 5     | 4      |
| C. A. Nueva Chicago Argentina     | Total club    | Total club    | 41    | 5     | 4      | 0                | 0                | 0                | 0                     | 0                     | 0                     | 41    | 5     | 4      |
| Independiente Rivadavia Argentina | 1.ª           | 2025          | 17    | 0     | 2      | 2                | 0                | 0                | —                     | —                     | —                     | 19    | 0     | 2      |
| Independiente Rivadavia Argentina | Total club    | Total club    | 17    | 0     | 2      | 2                | 0                | 0                | 0                     | 0                     | 0                     | 19    | 0     | 2      |
| Total carrera                     | Total carrera | Total carrera | 138   | 9     | 10     | 3                | 0                | 0                | 0                     | 0                     | 0                     | 141   | 9     | 10     |
| 1.                                |               |               |       |       |        |                  |                  |                  |                       |                       |                       |       |       |        |